# HD 98233
HD 98233，又名CD-35 7111，SAO 202291、HR 4376，是一颗恒星，视星等为6.68，位于銀經282.68，銀緯22.62，其B1900.0坐标为赤經11h 12m 55.3s，赤緯-35° 22.62′ 20″。